# ジェイク・リー
ジェイク・リー（Jake Lee、1989年1月19日 - ）は、日本の男性プロレスラー、ボディメイクトレーナー。北海道北見市出身。新日本プロレス所属。本名：李 在炅（リ・チェギョン）。血液型O型。

## 経歴
幼少期は勉強もスポーツも苦手であったが、「強くなりたい」という思いはあった。北海道朝鮮初中高級学校在学中よりウエイトリフティングに熱中。平成国際大学進学後、2009年のアジア競技大会ウエイトリフティング競技にて朝鮮代表として出場、+105kg級にて4位。2010年には、第56回全日本学生ウエイトリフティング個人選手権大会+105kg級にて4位、全日本大学対抗ウエイトリフティング選手権大会+105kg級にて5位。
大学3年時、武術家の倉本成春と力比べをし、まったく歯が立たなかったという経験をする。

### 全日本プロレス
大学4年時の2010年、恵まれた体格とウエイトリフティングの実績を買われ、全日本プロレスがスカウト。2011年1月に入門。練習生期間を7か月で終え、2011年8月17日、地元である北海道登別市総合体育館で太陽ケアと対戦しデビュー。
同年8月20日、札幌テイセンホール大会にて中之上靖文を7分39秒、逆エビ固めで破りシングルマッチ初勝利。当時最高120kgまで体重を上げ、ヘビー級戦士として期待された。
同年8月27日、東日本大震災を受けて開催されたメジャー3団体合同興行、日本武道館「ALL TOGETHER 東日本大震災復興支援チャリティープロレス」大会にも、全日本プロレスの一員として出場。デストロイヤー杯争奪スペシャルバトルロイヤルにエントリーされた。
同年10月6日、プロレスを引退することが全日本プロレスより発表された。後年、負傷で心が折れ、うつのような状態だったことを語っている。

### 総合格闘技
プロレス引退後は体重を落とし、山本喧一が主宰する「パワー・オブ・ドリーム」所属として総合格闘家に転向。2013年4月20日には、札幌市・PODアリーナにて行われた総合格闘技大会「PFC.1」に出場している。この間、整体師としても勤務していた。

### 全日本プロレス 復帰

#### 再デビュー - NEXTREAM結成

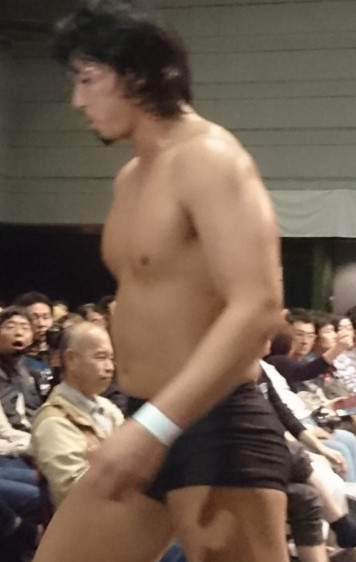
2016年4月24日

2015年5月21日、全日本プロレス・後楽園ホール大会にて李在炅の再入団およびプロレスへの復帰を発表した。「この度、来シリーズに再デビューすることが決定しました。名前もジェイク・リーと改名して心機一転また精進しますので、皆様応援よろしくお願いします。」とリング上からの挨拶もした。また6月4日には、後楽園ホールで行われる再デビュー戦のカードが大森隆男＆野村直矢組vs.秋山準＆リー組と発表された。抜けている期間中に武藤体制から秋山体制に移行しているため、李在炅改めジェイク・リーとしては大森以外では初顔合わせとなる。再デビュー戦では11分47秒、バックドロップで野村から勝利を挙げた。
同年10月23日、先輩の野村、青柳優馬と組んでDDTプロレスリングの星誕期、福田洋、石川修司と対戦。若手3人では初めてのタッグ結成であったが、試合には敗れた。
同年12月7日、世界最強タッグ決定リーグ戦で優勝した諏訪魔&宮原健斗組が、優勝セレモニー後に仲間割れ。ジェイクは暴行を加えられた宮原を救出し、共闘の意思を表明。翌日会見を行い、宮原との新ユニット結成を表明、12月25日の会見でユニット名を「NEXTREAM」と発表した。
2016年、チャンピオン・カーニバルに初出場。Bブロックにエントリーし、大森より勝利を収めるが残りの試合は全敗した。同年の世界最強タッグ決定リーグ戦に宮原とのタッグで出場、Group Aの首位となり優勝決定戦に臨むも、Group Bを全勝で勝ち抜いた大森隆男&征矢学の「GET WILD」に敗れ準優勝にとどまった。
2017年3月25日、ハードヒットで柔術家の松本崇寿と対戦。
7月17日には、NEXTREAMの一員である野村とのタッグで世界タッグ王座初戴冠。ザ・ビッグガンズとのリマッチも制したが、7月29日に足首の負傷で長期欠場を余儀なくされる。

#### NEXTREAM脱退 - Sweeper - 陣 JIN
欠場中は、改めて倉本成春に師事。2018年3月25日、さいたまスーパーアリーナ大会の休憩前に登場し、復帰のあいさつを行う。4月25日には同様にあいさつするが、そこでNEXTREAM脱退を宣言。5月24日の復帰戦に勝利し、6月5日のディファ有明大会メインイベントで勝利した直後にその日のタッグパートナーである崔領二、ディラン・ジェイムス、岩本煌史と、岩本の推薦する佐藤恵一を加えた新ユニット結成を表明。6月13日に会見を行い、ユニット名を「Sweeper」と発表した。同年の世界最強タッグ決定リーグ戦には、崔とのタッグで2度目の出場を果たすものの得点8に終わった。
2019年、チャンピオン・カーニバルに2度目の出場。Bブロックを5勝3敗、得点10の首位となり、同点首位の野村とのBブロック代表者決定戦を制する。Aブロック代表者の宮原と優勝決定戦を行うも敗れ、準優勝となった。3月21日には、岩本とのコンビでアジアタッグ王座に就き、初防衛戦の河上隆一&菊田一美組に敗れ失冠したものの5月5日のリターンマッチに勝利して奪還に成功した。
第7回王道トーナメントでは、決勝で奇しくもチャンピオン・カーニバル決勝と同カードとなった昨年の第6回大会覇者でもある宮原と激突する。互いの得意技が乱れ飛ぶ中、試合終盤に宮原の猛攻を耐え抜くと最後はジェイクがジャイアントキリングからのバックドロップで勝利し、初優勝を飾った。
しかし、同年の世界最強タッグ決定リーグ戦の期間中にSweeper解散を宣言、野村とのタッグでリーグ戦をトップで終えるも決勝戦で諏訪魔&石川の暴走大巨人組に敗れ、準優勝に終わる。12月21日には共闘していた野村・岩本とのユニット「陣 JIN」を結成。翌2020年1月3日には、宮原との三冠戦に挑むも敗れ、ジェイクも「いろんな意味で負けた…」とのコメントを残していった。同年3月23日にはアジアタッグ王座から陥落するなど、ジェイクにとって終始結果を残せない一年となった。

#### TOTAL ECLIPSE
2021年2月23日、ジェイク&岩本&TAJIRI vs Enfants Terribles（芦野祥太郎&羆嵐&土肥こうじ）の試合において、かねてより不穏な空気のあったEnfants Terriblesが芦野を袋だたきにする形で仲間割れとなった。だが、そこにジェイクが加担したため、止める岩本へも攻撃して陣も仲間割れとなった。ジェイクは芦野を裏切ったメンバーらと結託して新ユニット「TOTAL ECLIPSE」を結成、本格的にヒールターンを果たした。
5月3日、チャンピオン・カーニバル最終戦で宮原を破り初優勝を飾る。
6月26日、大田区大会で宮原、青柳との史上初の王座決定巴戦を制し三冠王座を初戴冠。同年は宮原との60分時間切れ引き分け防衛を含む3回の防衛を果たし、プロレス大賞の殊勲賞を初受賞した。12月26日新木場1stRING大会での本田竜輝戦でバッティングにより負傷し、鼻骨骨折・左眼窩内側壁骨折のため欠場となり、ジェイクも三冠王座を返上した。
2022年6月19日、ジェイクは大田区総合体育館大会で三冠王者であった宮原を下し、第66代王者に返り咲いた。
9月18日の日本武道館大会で、ジェイクは次期三冠王座挑戦権を賭けて野村直矢と対戦するも、わずか47秒でフォール負け。翌日の後楽園ホール大会で、TOTAL ECLIPSE解散を発表した。
2022年12月、年内をもって退団を発表。12月25日の全日本プロレス後楽園ホール大会が最後の出場となった。

### プロレスリング・ノア
2023年1月1日、プロレスリング・ノア日本武道館大会の第6試合終了後にサプライズ登場。試合で勝利したジャック・モリスに握手を要求し、モリスも承諾した。バックヤードでは稲村愛輝と一触即発となった。
ジャック・モリス、アンソニー・グリーンとともに新ユニットGLG（Good Looking Guys/グッド・ルッキング・ガイズ）を結成。NOAH 1.22横浜アリーナ大会の6人タッグマッチに出場した。
3月19日、横浜武道館大会にて清宮海斗からGHCヘビー級王座を奪取。その後、中嶋勝彦、丸藤正道、杉浦貴、潮崎豪を下し4度の防衛を果たす。
10月28日、福岡国際センター大会で拳王に敗れGHCヘビー級王座を手放す。
2024年6月16日、前日6月15日「ALL TOGETHER」で内藤哲也に破れた為、7月13日にG.L.G.解散を宣言した。
7月13日に両国国技館大会のGLG Finalの試合後に外道が登場し、WAR DOGSへ勧誘。ジェイクはそれに応じ、応じた事に激昂したジャック・モリスに襲撃されるもチョークスラムで返り討ちにし、「Good Bye NOAH」とプロレスリング・ノアへ別れを告げるように会場を去った。

### 新日本プロレス
2024年7月20日から開催の『G1 CLIMAX 34』へ出場。
9月3日、入団会見を行い9月1日付けで入団したことを発表。しかし直後の同月11日の仙台大会にて右ヒザを負傷、以降長期欠場中。

## 得意技
FBS
フェイスブレイクショットの略称。コーナーへ振った相手に向かって走り、振り上げた右足を顔面にたたき込む串刺し式のビッグ・ブーツ。
D4C
垂直落下式のブレーンバスター。ディック・マードックやキラー・カール・コックスのように高々とリフトアップして止めてから落とす。
ジャイアントキリング
ランニングニー。若手の頃に秋山準から金星を取った際のフィニッシュとなった技。
バックドロップ
若手の頃のフィニッシュ技。

## 人物
- 目標とする選手はジャンボ鶴田で、再デビュー戦では鶴田の得意技でもあるバックドロップ、ビッグブーツを披露し、試合後に秋山からジャンピング・ニーバット伝授を直訴した。
- プロレスデビューは2011年であるが、一度退団して2015年に再デビューした為、ジェイクよりもデビューが遅く年下の野村、青柳らよりも後輩という扱いを受けている。
- 2016年頃よりプロレスラーと並行してボディメイクトレーナーとしても活動しており、大黒摩季のボディメイクも担当していた[39]。ジェイクもヒールターンを機に、プロレスに集中するためごく一部のパーソナルトレーニングを除きトレーナー業を辞した[40]。
- 大学時代には、教員免許も取得している[41]。
- 好物はクリームソーダ。自らのリングネームとかけて「ジェイクリームソーダ[42]」と呼んでおり、オフィシャルグッズも販売された。
- 後輩の大森北斗とは、入門前に所属した山本喧一の格闘技ジム「POWER OF DREAM」の同窓の間柄。
- 韓国籍ではあるが、韓国に入国したことがない。2020年頃に帰化申請している[43]。

## タイトル歴
全日本プロレス
- 三冠ヘビー級王座（第64代、第66代）
- 世界タッグ王座（第76代） - パートナーは野村直矢
- アジアタッグ王座（第106、108代） - パートナーは岩本煌史
  - 第106代は王座決定ワンデートーナメント優勝による[44]。
- 根室食堂杯争奪6人タッグトーナメント優勝（2017年）- パートナーは宮原健斗&青柳優馬
- 新春バトルロイヤル優勝（2019年）
- 王道トーナメント優勝（2019年）
- チャンピオン・カーニバル優勝（2021年）

プロレスリング・ノア
- GHCヘビー級王座（第42代）

プロレス大賞
- 殊勲賞（2021年）

## 入場曲
- 初代：Invincible（Two Steps From Hell）
- 2代目：I'm Shipping Up To Boston（ドロップキック・マーフィーズ）
- 3代目：LeeDepart（鈴木修）
- 4代目：Same ol'（The Heavy）
- 5代目：LOST ODYSSEY -亡魂咆哮-
- 6代目：戴冠の定義（鈴木修）
- 7代目：戴冠の定義 新章（鈴木修）

## 戦績

### 総合格闘技
| 総合格闘技 戦績 | 総合格闘技 戦績 | 総合格闘技 戦績 | 総合格闘技 戦績 | 総合格闘技 戦績 | 総合格闘技 戦績 | 総合格闘技 戦績 |
| --------------- | --------------- | --------------- | --------------- | --------------- | --------------- | --------------- |
| 1 試合          | (T)KO           | 一本            | 判定            | その他          | 引き分け        | 無効試合        |
| 0 勝            | 0               | 0               | 0               | 0               | 1               | 0               |
| 0 敗            | 0               | 0               | 0               | 0               | 1               | 0               |

| 勝敗 | 対戦相手 | 試合結果         | 大会名 | 開催年月日    |
| △    | 小坂井寛 | 5分3R終了 ドロー | PFC.1  | 2013年4月20日 |

## メディア出演
- 助けて!きわめびと「顔の下半分で決まる! "老け顔"解消トレーニング」（NHK、2018年8月4日）
- 健康カプセル!ゲンキの時間「長時間のデスクワークは要注意！首のシワ・たるみ撃退法[45][46]」（CBCテレビ、2020年4月19日）
- デカ盛りハンタースペシャル【1部】[47]（テレビ東京系列、2021年3月12日）